# Michael Taussig
Michael Taussig (Sydney, Austrália, 3 de abril de 1940) é um antropólogo formado em medicina pela Universidade de Sydney, tendo recebido seu doutorado em Antropologia pela London School of Economics. É professor na Universidade de Colúmbia de Nova Iorque e na European Graduate School da Suiça. Seus trabalhos relacionam a antropologia e a medicina; assim como dialoga com algumas categorias desenvolvidas pelo filósofos alemães Walter Benjamin e Karl Marx, principalmente o fetichismo na mercadoria. Seus escritos etnográficos seguem um estilo acadêmico anticonvencional que mistura fatos e realidade ficcional (Biografia no site da European Graduate School). Ele recebeu o Prêmio Berlim (2007) da American Academy de Berlim.

## Livros
- Xamanismo, Colonialismo e o Homem Selvagem. SP: Paz e Terra,1993.
- Diabo e o Fetichismo da Mercadoria. SP: Unesp,2010.

inglês
- The Devil and Commodity Fetishism in South America, 1980, ISBN 978-0-8078-4106-8.
- Shamanism, Colonialism, and the Wild Man : A Study in Terror and Healing, 1987, ISBN 978-0-226-79013-8.
- The Nervous System, 1992, ISBN 978-0-415-90445-2.
- Mimesis and Alterity; A Particular History of the Senses, 1993, ISBN 978-0-415-90687-6.
- The Magic of the State, 1997, ISBN 978-0-415-91791-9.
- Defacement: Public Secrecy and the Labor of the Negative, 1999, ISBN 978-0-8047-3200-0.
- Law in a Lawless Land: Diary of a Limpieza in Colombia, 2003, ISBN 978-0-226-79014-5.
- My Cocaine Museum, 2004, ISBN 978-0-226-79009-1. trechos.
- Walter Benjamin's Grave, 2006, ISBN 978-0-226-79004-6. trechos.
- What Color Is the Sacred?, 2009, ISBN 978-0-226-79006-0. trechos.
- I Swear I Saw This: Drawings in Fieldwork Notebooks, Namely My Own, 2011, ISBN 978-0-226-78982-8

## Artigos (seleção)
- “What Do Drawings Want?” in Culture, Theory and Critique (2009).
- “The Corn Wolf: Writing Apotropaic Texts” Critical Inquiry (2008).
- “Zoology, Magic, and Surrealism in the War on Terror” in Critical inquiry (2008).
- “Redeeming Indigo” in Theory, Culture & Society (2008).
- “Getting High with Walter Benjamin and William Burroughs” in Cabinet (2008).
- “Zoology, Magic, and Surrealism” in Critical Inquiry (2008)